# 比斯特拉鄉 (馬拉穆列什縣)

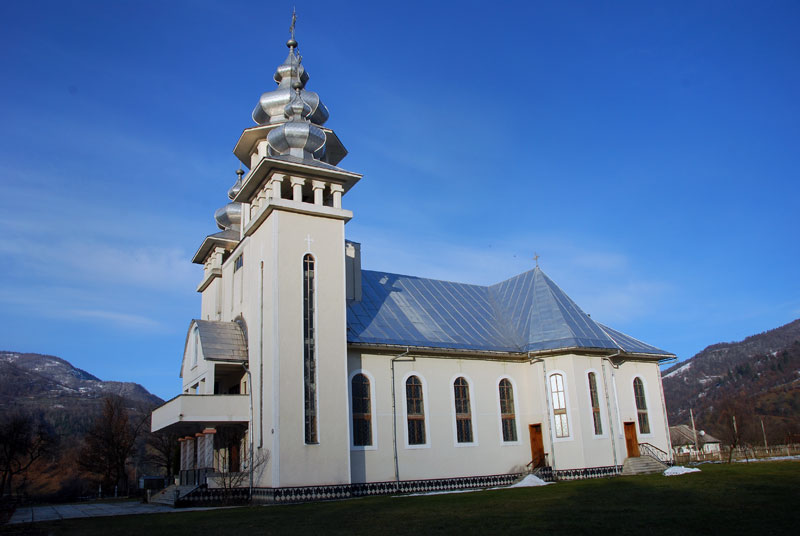

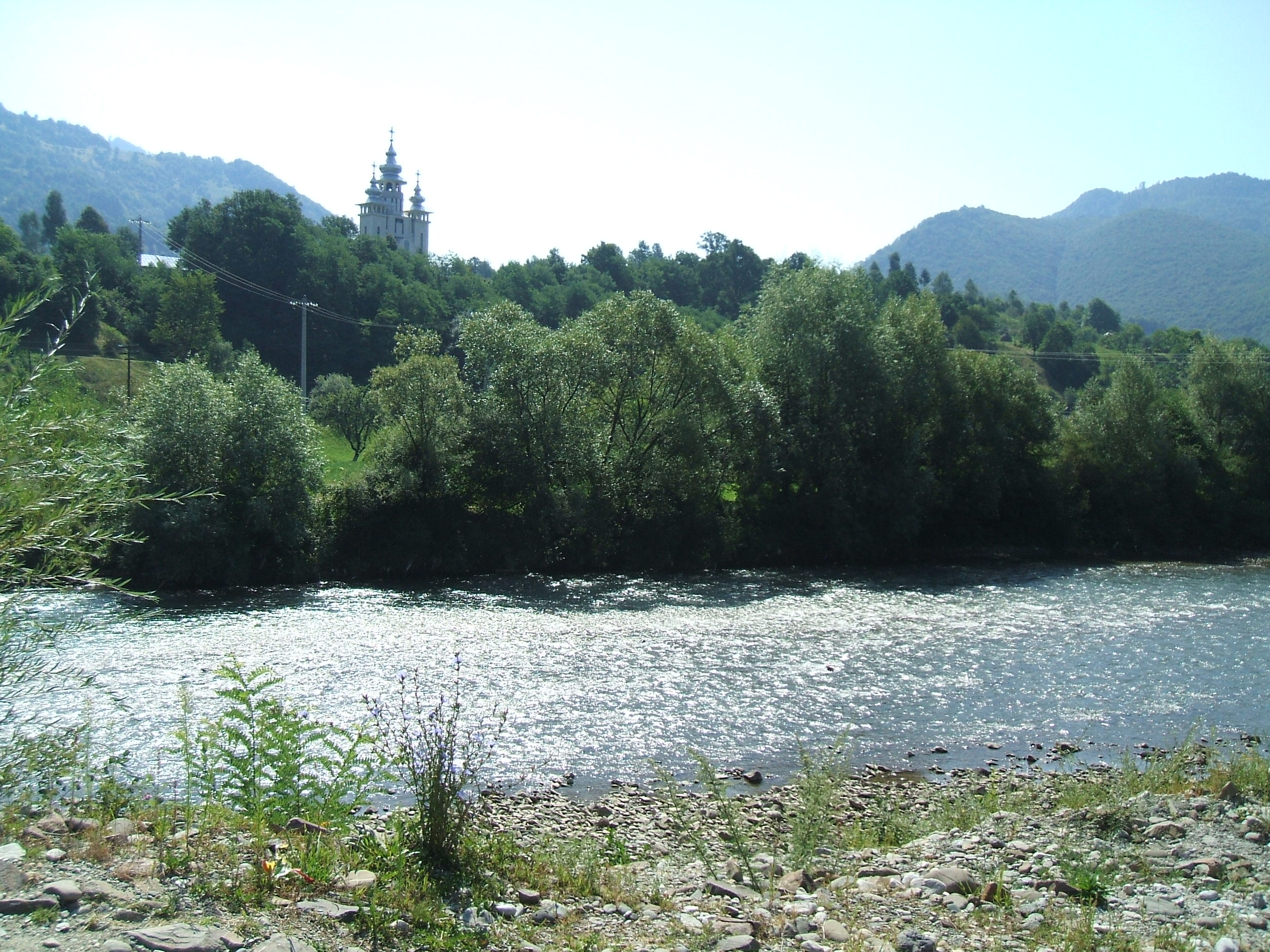

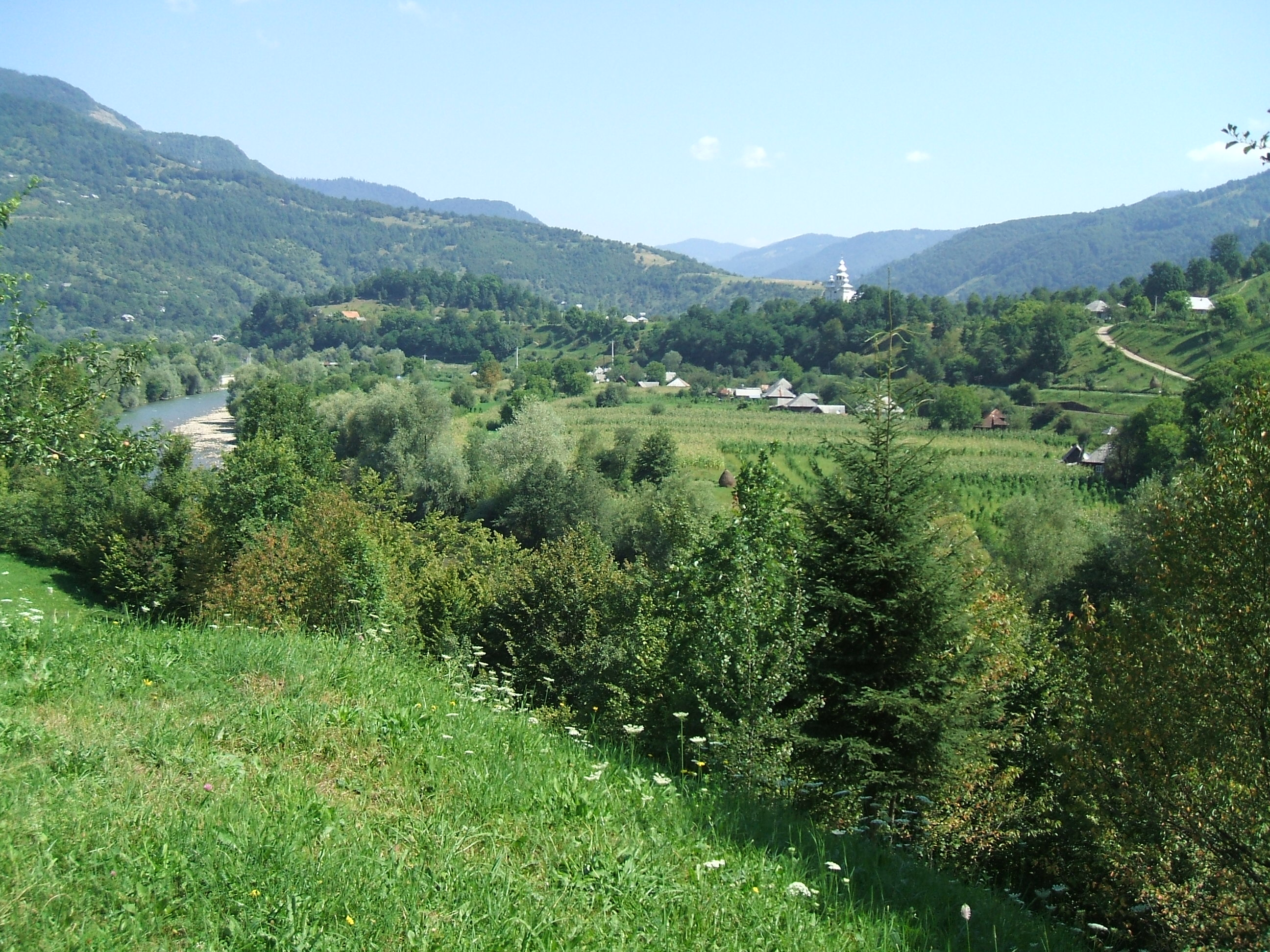

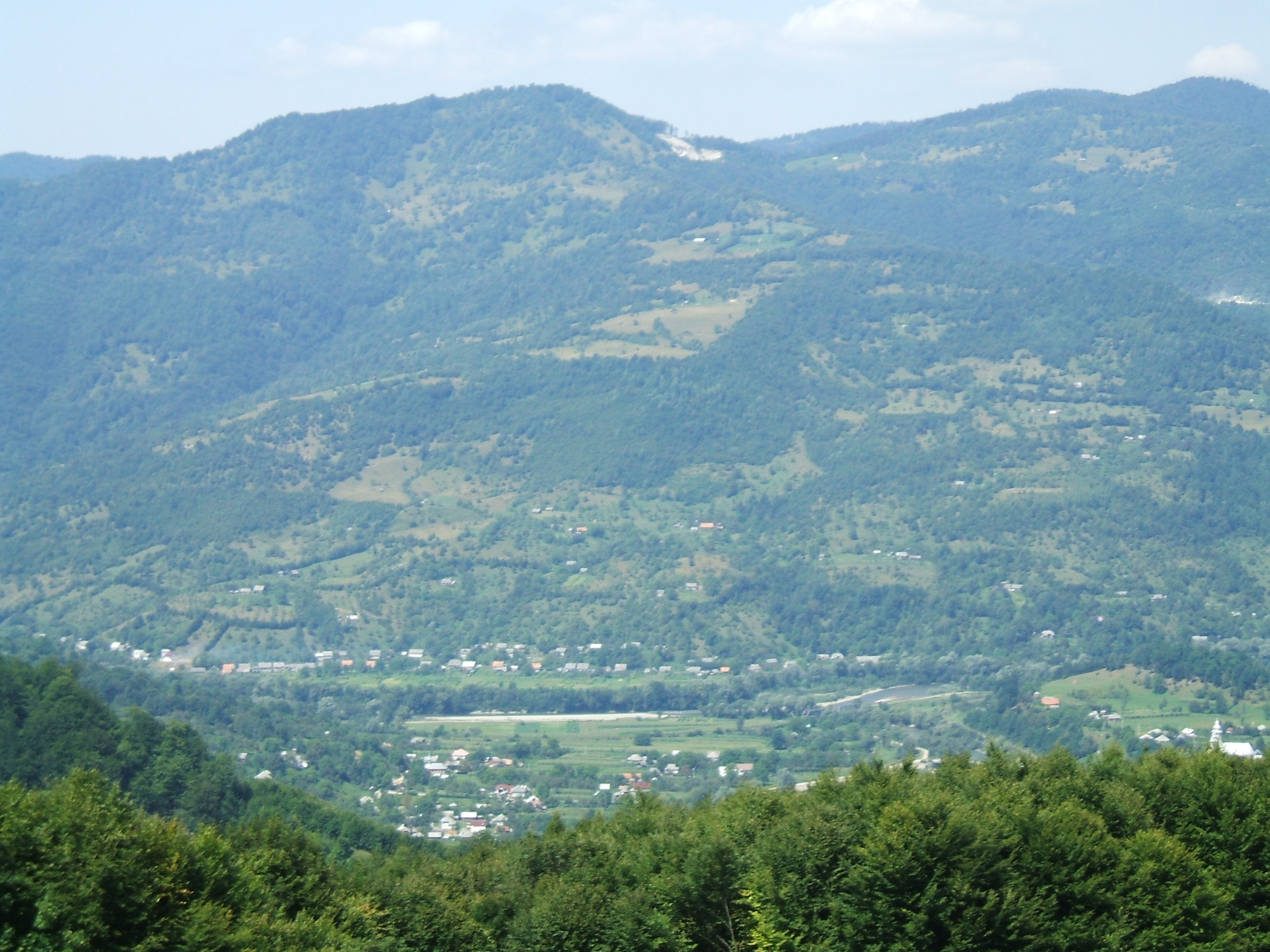

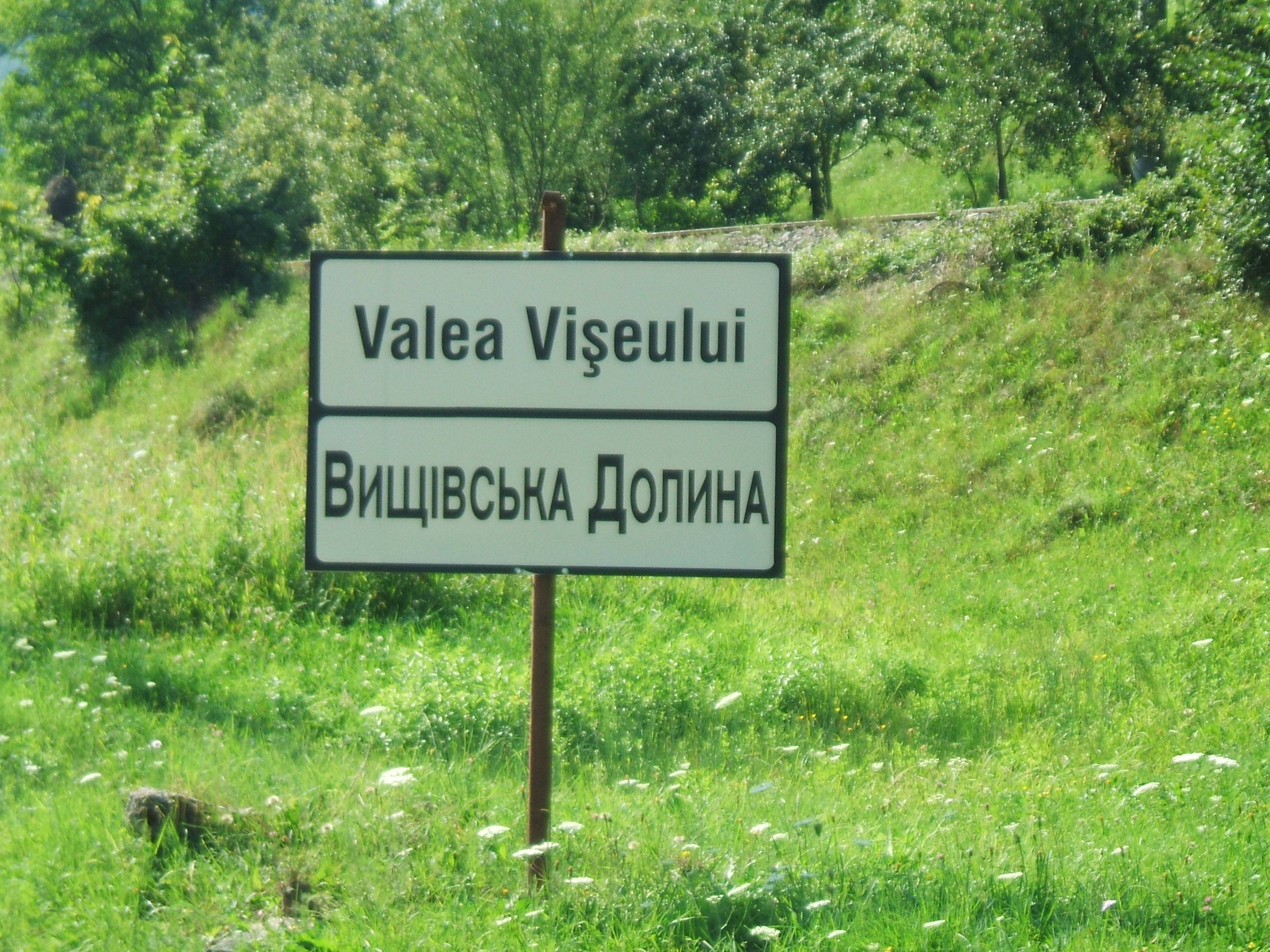

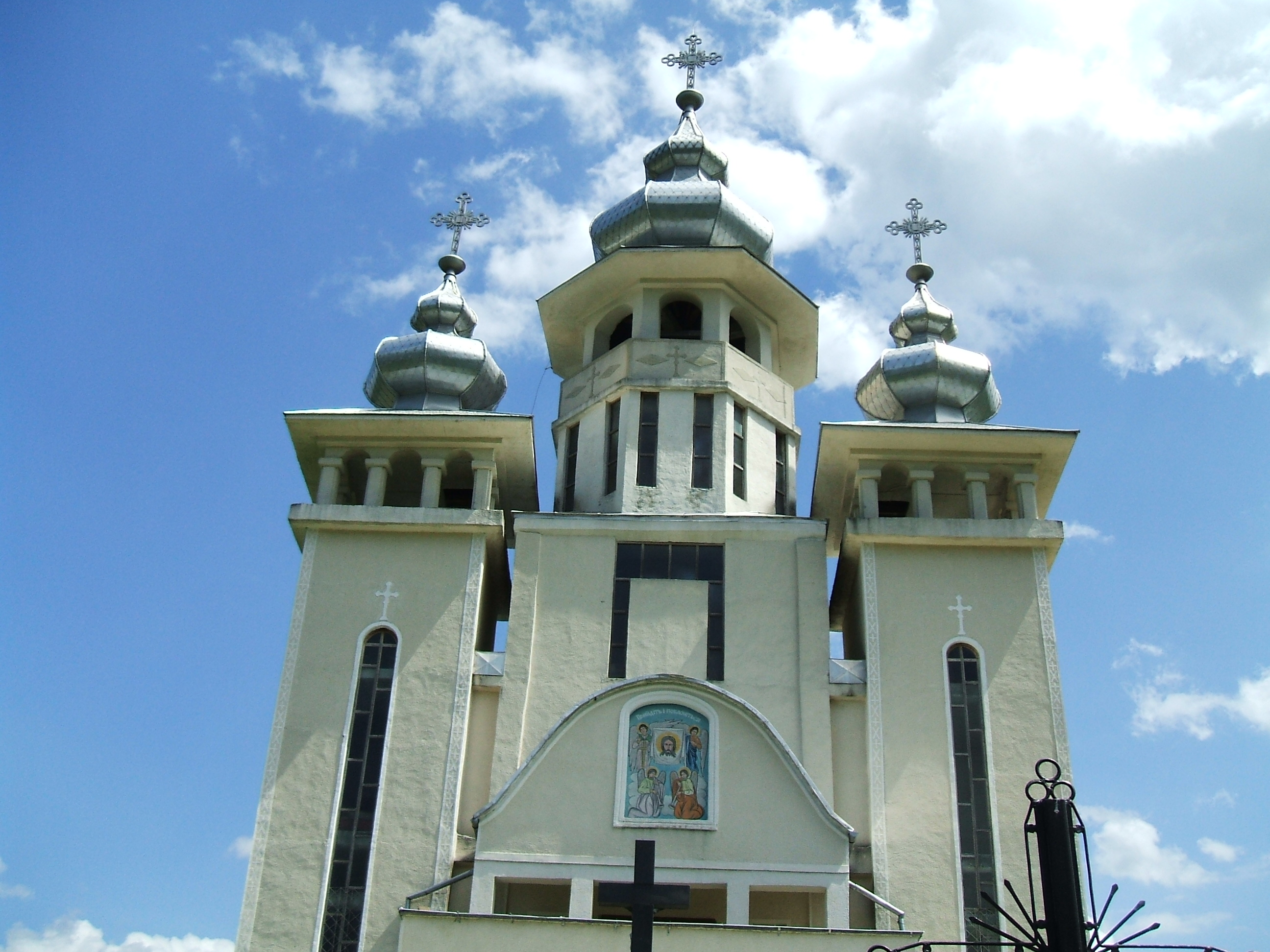

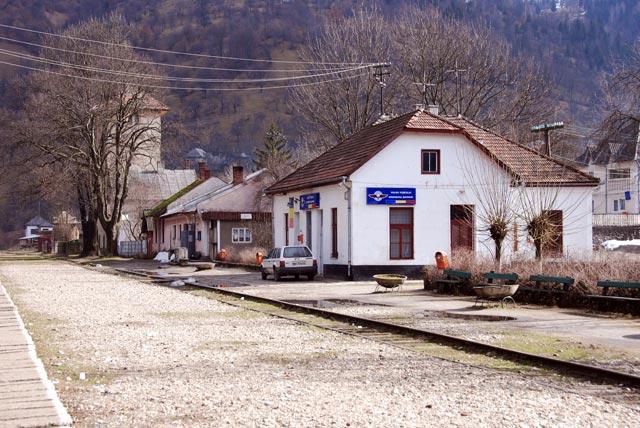

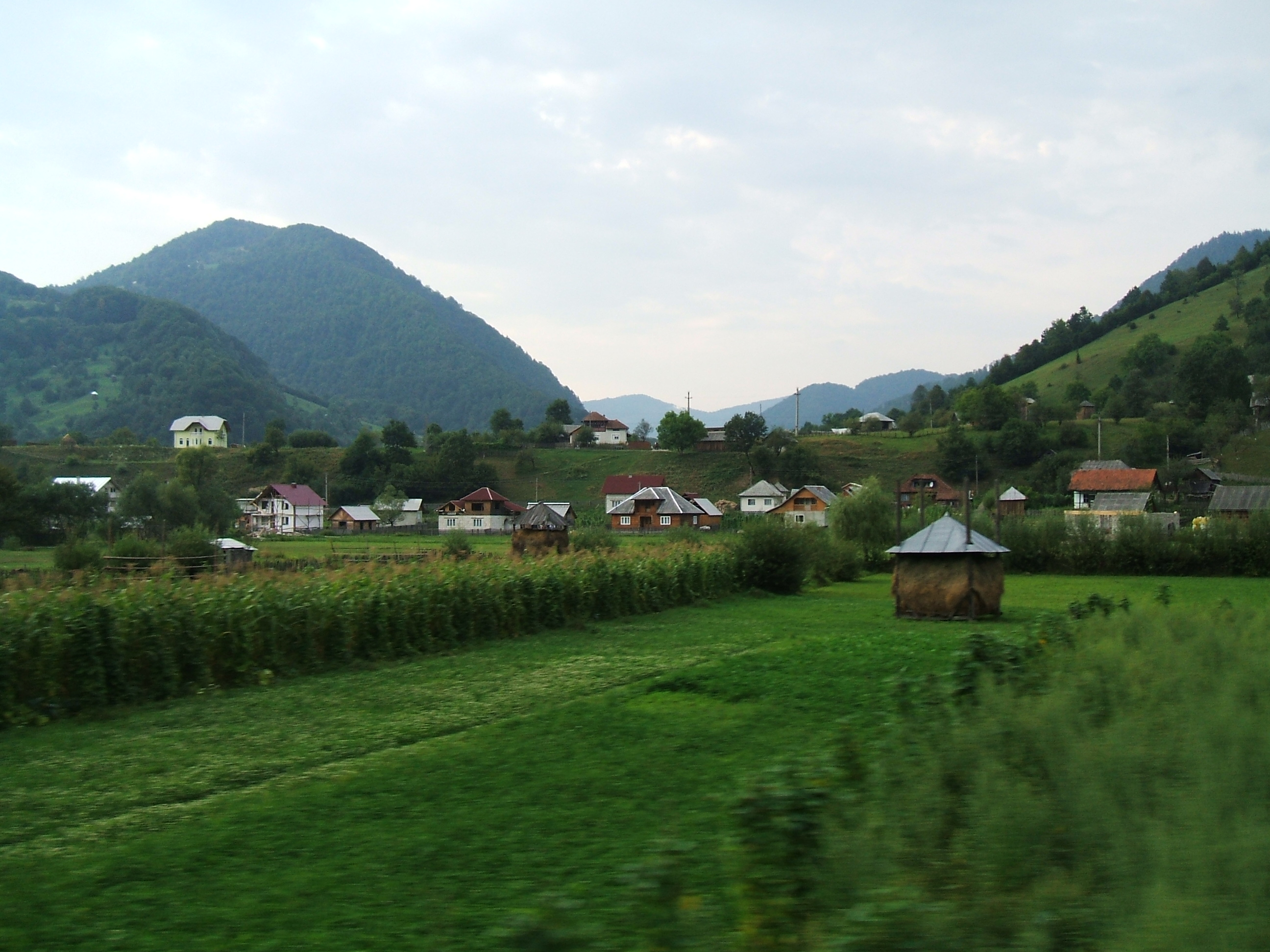

47°50′50″N 23°55′40″E / 47.84722°N 23.92778°E
比斯特拉鄉（羅馬尼亞語：Comuna Bistra, Maramureș），是羅馬尼亞的鄉份，位於該國西北部，由馬拉穆列什縣負責管轄，面積132平方公里，海拔高度400米，2007年人口4,269，人口密度每平方公里32人。